# 松原宏樹
松原 宏樹（まつばら ひろき、1961年10月13日 - ）は、朝日放送（ABC）元アナウンサー。

## 来歴・人物
神奈川県の出身で、日本大学藝術学部卒業後の1984年に、アナウンサーとして朝日放送（当時）へ入社。同期入社組に、三代澤康司（現在は朝日放送テレビ所属のシニアアナウンサー）や板井昭浩（テレビ・ラジオ番組のプロデューサーを経て現在は同社東京支社コンテンツ事業部のグランドプロデューサー）がいる。また、1985年にアナウンサーとして朝日放送へ入社した中邨雄二は、同学年の同僚に当たる。
朝日放送への入社後は、主にスポーツ実況を担当。日本プロ野球では、当時存在していた近鉄→大阪近鉄バファローズ戦のラジオ中継を中心に出演していたほか、土曜日の近鉄デーゲーム中継を内包していた『近鉄バファローズアワー』でパーソナリティを務めた。2001年には、9月26日の近鉄対オリックス・ブルーウェーブナイトゲームのラジオ中継で、近鉄の北川博敏が9回裏に代打逆転サヨナラ満塁優勝決定本塁打を放った瞬間を実況（解説は近鉄OBの有田修三）。近鉄がヤクルトスワローズと対戦したその年の日本シリーズでも、10月23日の第2戦（いずれも大阪ドーム）で、朝日放送が自社およびJRN向けに制作した中継の実況を担当した。阪神タイガース戦の中継にはほとんど登場しなかったが、1992年10月10日のセントラル・リーグ優勝決定試合（神宮球場の対ヤクルト戦）では、ラジオ中継の実況でヤクルト優勝の瞬間を伝えた。
プロ野球以外のスポーツ中継では、全国高等学校野球選手権大会のテレビ・ラジオ中継にも、実況やインタビュアーとして随時出演。テレビ朝日系列で放送していた『大相撲ダイジェスト』の最後期には、大阪府立体育会館で開催される大相撲春場所の期間中に、朝日放送のスタジオで実況や進行を担当した。朝日放送の本社がある大阪市内で全日本大学女子駅伝が開催されていた時期に、同局がテレビ朝日系列向けに制作したテレビ中継で、第1移動車の実況を任されたこともある。
その一方で、1970 - 80年代のアイドルに詳しく、一時は「ABCの電車男」とも呼ばれていた。2002年度から2005年度までナイターオフ期間にパーソナリティを務めたラジオ番組『ダンディ・エクスプレス』では、朝日放送が『歴史街道』というテレビ番組を制作していることにちなんで、「アイドル歴史街道」と称するコーナーを創設。世間での知名度がかなり低かったアイドルについて、熱弁を振るっていた。
一時はラジオのクロージングのアナウンスも担当していたが、地方からのプロ野球中継で出張中に、セクハラとみなされる行為を現地の女性リポーターへ働いていたことが2008年に発覚。朝日放送から譴責処分を受けた後に、アナウンス部から異動した。この時期には、同僚だった長嶋賢一朗・上田慶行も、松原と同様の経緯でアナウンス部を離れている。

## 過去の担当番組

### テレビ
- 全国高校野球選手権大会中継
- スーパーベースボール（テレビ朝日系列、主にオリックス・バファローズ戦）

※主にパ・リーグ担当だったため、全国ネットのリポーターはおろか実況の回数は少なかったが最後に全国ネットの実況を担当したのが、2003年7月15日、大阪ドーム（当時）で行われたサンヨー（当時）オールスターゲーム・第1戦だった。
- 大相撲ダイジェスト（末期、太田元治元アナウンサーから引き継ぎ）

### ラジオ
- サンデー・エクスプレス
- 競馬実況（京都競馬場・阪神競馬場開催レース、『サンデー・エクスプレス』内で不定期）
- ABCフレッシュアップベースボール（オリックス・バファローズ戦を主に担当）他スポーツ中継（高校野球など）

※阪神タイガース戦の実況は、自社向けが聴取率調査期間中の特別内容となった場合の、JRN・NRN系列全国中継や対戦相手の地元局（主に中部日本放送・東海ラジオ放送・中国放送）向けの裏送りが中心だった。
- 近鉄バファローズアワー（実況）
- ダンディー・ウィークエンド
- ダンディ・エクスプレス
- ニュースデスク（不定期）